# Rothaargebirge
Le Rothaargebirge (« montagnes rousses ») est une chaîne de moyenne montagne qui appartient au Sauerland, une région montagneuse en Rhénanie-du-Nord-Westphalie (Allemagne). Elle culmine à une altitude de 843 mètres. Le sommet le plus connu est le Kahler Asten (841 mètres).

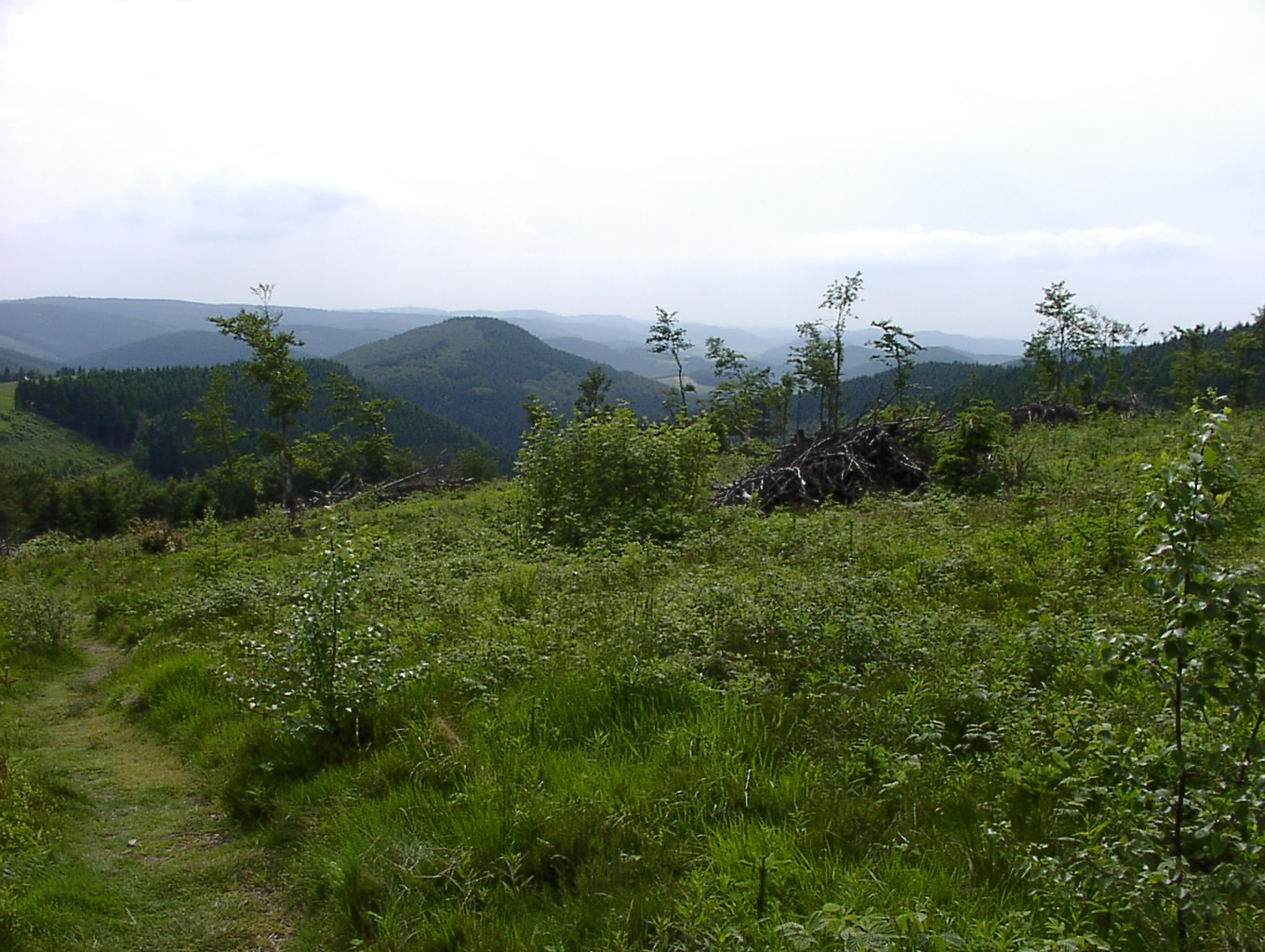
Panorama sur le Kahler Asten.